# Bennie Ceulen
Bennie Ceulen (Maastricht, 1 november 1951) is een Nederlands journalist en voormalig wielrenner.

## Biografie
Bennie Ceulen was in de jaren '70 actief als wielrenner. In 1975 reed hij voor de ploeg Gitane, waar ook Bernard Hinault reed. Hij was na een korte professionele carrière als wielrenner jarenlang werkzaam als sportjournalist voor de kranten Limburgs Dagblad en de Limburger.
In 2009 werd Ceulen actief als perschef voor de ploeg Skil-Shimano, het latere Team Sunweb. Ceulen was onder meer vertrouwensman voor Tom Dumoulin, die ook voor deze ploeg reed. In 2021 ging Ceulen met pensioen als perschef. Tijdens het Sportgala van de provincie Limburg ontving Ceulen een oeuvreprijs voor zijn verdiensten voor de Nederlandse wielersport. 
Ceulen was betrokken bij de organisatie van de Amstel Gold Race en bij het binnenhalen van een etappe van de Tour de France naar Limburg. Daarnaast nam hij zitting in het bestuur van de association internationale des journalistes de cyclisme.

## Palmares
1974
- 3e Seraing–Aken–Seraing
- 1975;
- 25e Ronde Zuid Holland
- 18e Harelbeke
- 6e Bever Bievene Bever
- 13e Nadrin
- 8e Halse Pijl
- 6e Kotem
- 6e Ferrieres
- 3e Ottignies
- 8e Wezembeek
- 38e Ronde van Nederland

Wielerploegen van Bennie Ceulen
Arbès · 
Ceulen ·
Chalmel ·
Chassang ·
De Temmerman ·
Dillen ·
Hinault · 
Karstens ·
Lapébie ·
Le Guilloux ·
Leleu ·
Martin ·
Mariano Martínez ·
Martin Martínez ·
Mintkiewicz · 
Quilfen ·
A. Santy ·
G. Santy ·
Teirlinck ·
Van Impe · 

Meslet (stagiair)